# Herman de Coninckprijs

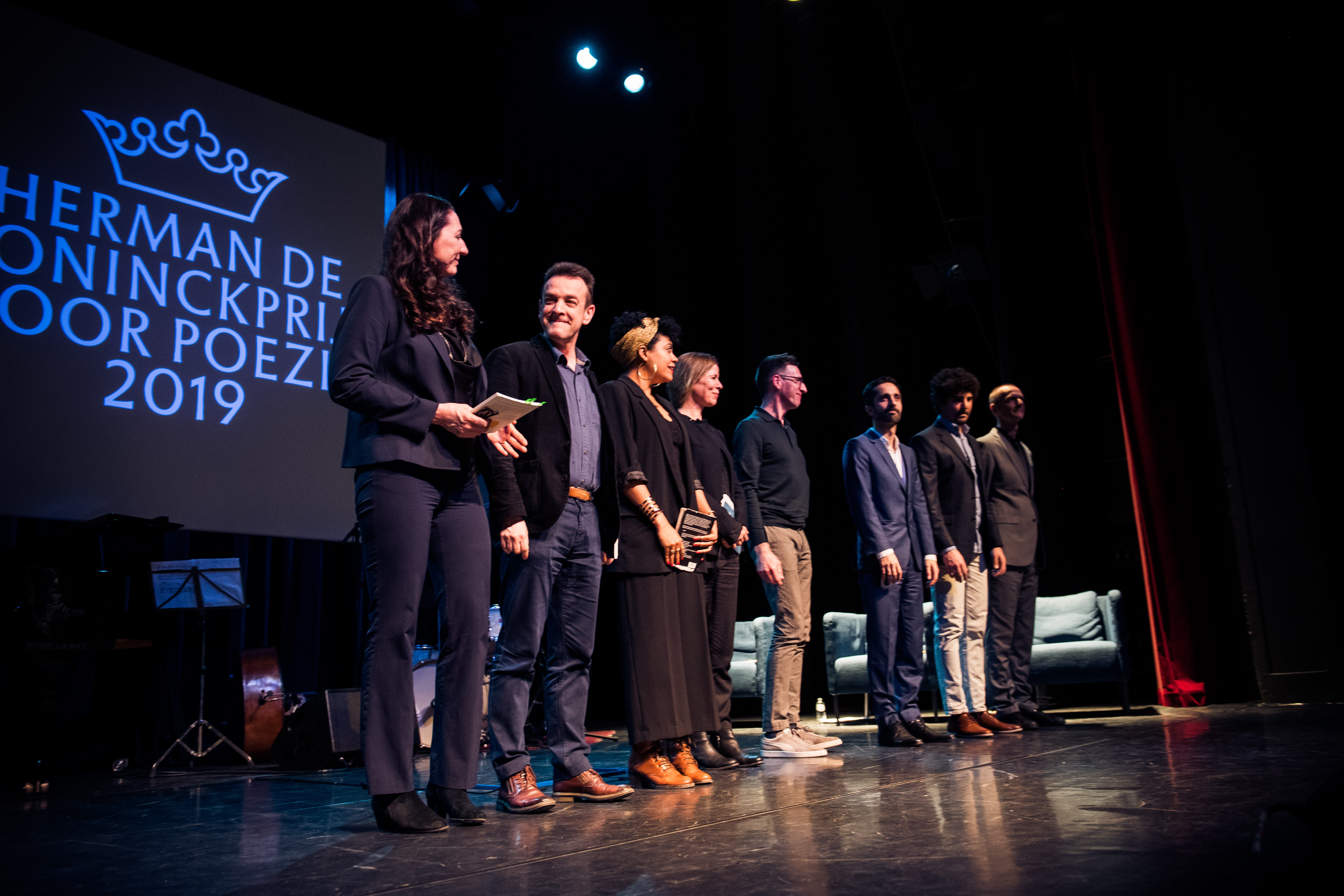
Soirée Herman de Coninckprijs 2019 - (c) Dries Luyten

De Herman de Coninckprijs is een jaarlijkse Vlaamse literatuurprijs voor poëzie ter nagedachtenis van Herman de Coninck.
Tussen 2007 en 2017 werden de Herman de Coninckprijs voor Poëzie en de Debuutprijs op Gedichtendag toegekend door de vereniging boek.be, met sponsoring van de Provincie Antwerpen. Aan de prijs voor de beste dichtbundel was een geldprijs van zesduizend euro verbonden. Aan de prijs voor het beste debuut was sinds 2008 een geldprijs van duizend euro verbonden. Het publiek van Radio 1, Canvas en De Standaard kon online het beste gedicht kiezen.
Vanaf 2017 werd de oorspronkelijk exclusief Vlaamse prijs ook toegankelijk voor poëzie uit Nederland.
Vanaf 2018 is de organisatie in handen van Behoud de Begeerte, met sponsoring van Literatuur Vlaanderen, Antwerpen Boekenstad, Klara en De Morgen. Zoals al vermeld is er voortaan slechts één Herman de Coninckprijs voor Poëzie: die voor de beste dichtbundel. De prijs voor het beste debuut werd vervangen door een wildcard voor een debuut: een van de zes genomineerde bundels moet een debuutbundel zijn. Verder werd het prijzengeld voor de beste dichtbundel verhoogd tot 7.500 euro.
In 2018 werden de nominaties bekendgemaakt op de sterfdag van de Coninck (22 mei) en vond de prijsuitreiking plaats op 8 juni. Vanaf 2019 worden de nominaties bekendgemaakt op de verjaardag van de Coninck (21 februari) en vindt de prijsuitreiking een maand later plaats op 21 maart.
Sinds 2020 brengt organisator Behoud de Begeerte elk jaar een bloemlezing uit met de vierenveertig beste gedichten van de Herman de Coninckprijs, geselecteerd door de jury. De bundel, 'De 44', is vanaf 21 maart te koop in de boekhandels, samen met het gratis postergedicht. De vierenveertig gedichten verwijzen naar het geboortejaar van Herman de Coninck (1944).

## Lijst van winnaars
2007
- beste dichtbundel: Charles Ducal - In inkt gewassen
- beste debuut: Els Moors - Er hangt een hoge lucht boven ons
- beste gedicht: Joke van Leeuwen - Andermans hond

2008
- beste dichtbundel: Miriam Van hee - Buitenland
- beste debuut: Geert Jan Beeckman - Diep in het seizoen
- beste gedicht: Miriam Van hee - zomereinde aan de leie uit Buitenland

2009
- beste dichtbundel: Peter Verhelst - Nieuwe sterrenbeelden
- beste debuut: Willem van Zadelhoff - Tijden en landen
- beste gedicht: Luuk Gruwez - Moeders uit Lagerwal

2010
- beste dichtbundel: Paul Bogaert - de Slalom soft
- beste debuut: Andy Fierens - Grote smerige vlinder
- beste gedicht: Roel Richelieu Van Londersele - Mats uit Tot zij de wijn is

2011
- beste dichtbundel: Marc Tritsmans - Studie van de schaduw
- beste debuut: Annemarie Estor - Vuurdoorn me
- beste gedicht: Marc Tritsmans - Uitgesproken uit Studie van de schaduw

2012
- beste dichtbundel: Paul Demets - De bloedplek
- beste debuut: Y.M. Dangre - Meisje dat ik nog moet
- beste gedicht: Paul Demets - Zonnehemel uit De bloedplek

2013
- beste dichtbundel: Annemarie Estor - De oksels van de bok
- beste debuut: Michaël Vandebril - Het vertrek van Maeterlinck
- beste gedicht: David Troch - gezel uit buiten westen

2014
- beste dichtbundel: Paul Bogaert - Ons verlangen
- beste debuut: niet uitgereikt
- beste gedicht: Max Temmerman - Beesten uit Bijna een Amerika

2015
- beste dichtbundel: Peter Verhelst - Wij totale vlam
- beste debuut: Runa Svetlikova - Deze zachte witte kamer
- beste gedicht (Publieksprijs): Maud Vanhauwaert - Er komt een vrouw naar mij toe uit Wij zijn evenwijdig

2016
- beste dichtbundel: Ruth Lasters - Lichtmeters
- beste debuut: Charlotte Van den Broeck - Kameleon
- beste gedicht (Publieksprijs): Jeroen Theunissen - Kijk naar de daken, kind uit Hier woon je

2017
- beste dichtbundel: Peter Verhelst - Zing zing
- beste debuut: Hannah van Binsbergen - Kwaad gesternte
- beste gedicht (Publieksprijs): Peter Verhelst - Als je geen contact meer hebt met de dingen

2018
- beste dichtbundel: Ester Naomi Perquin - Meervoudig afwezig[4]

2019
- beste dichtbundel: Radna Fabias - Habitus[5]
- beste gedicht: “Ik zoek je in de stad”, uit Habitus – Radna Fabias

Nominaties
- De camembertmethode  van Frouke Arns
- Nachtboot van Maria Barnas
- Zo kan het niet langer van Paul Bogaert
- De klaverknoop van Paul Demets
- Habitus van Radna Fabias
- Onder een koperen hemel van Stefan Hertmans

2020
- beste dichtbundel: Eva Gerlach - Oog
- beste gedicht: "Veld", uit Oog - Eva Gerlach

Nominaties
- Hogere natuurkunde van Ellen Deckwitz
- Oog van Eva Gerlach
- Sticky drama van Dominique De Groen
- Godface van Asha Karami
- Fantoommerrie van Marieke Lucas Rijneveld
- het leven van sterren van Marwin Vos

2021
- beste dichtbundel: Alfred Schaffer - Wie was ik

2022
- beste dichtbundel: Tijl Nuyts - Vervoersbewijzen

2023
- Alara Adilow haar bundel Mythen en stoplichten

2024
- Robin Block voor zijn dichtbundel Handleiding voor Ontheemden

2025
- Maaike de Wolf voor haar dichtbundel De dansvloer is van iedereen

Nominaties:
- Esther Jansma - we moeten ‘misschien’ blijven denken
- Sytse Jansma - Rozige maanvissen
- Hester Knibbe - Binnen in de aarde is een berg
- Lidy van Marissing - De verwerping van het stilzitten
- Kira  Wuck - Koeiendagen